# Trama Virtual
Trama Virtual foi um site brasileiro que divulgava artistas e bandas independentes, que esteve no ar de 2002 a 31 de março de 2013. O serviço, pioneiro, permitia que bandas e artistas independentes, que não conseguiam um contrato com a gravadora Trama, divulgassem seus trabalhos gratuitamente, sem limite de faixas. O surgimento de sites mais atualizados e dinâmicos levou ao encerramento das atividades.